# Bandera de Requejada
La Bandera de Requejada fue una competición de remo, concretamente de traineras, que se celebró entre los años 1989 y 1993 en aguas de la ría de San Martín de la Arena entre Requejada y Suances (Cantabria).

## Historia
Se disputaron tres ediciones de la regata en los años 1989, 1990 y 1993 en las que compitieron 4 traineras de clubes cántabros, únicamente en modalidad masculina. Las regatas se celebraron en la localidad de Requejada y transcurrieron en la ría de San Martín de la Arena, desembocadura del río Saja. El formato de competición fue a contrarreloj bogando una distancia de 3 millas náuticas que equivalen a 5556 metros.
El Club de Remo Ciudad de Santander fue el claro dominador de la prueba al imponerse en las tres ediciones celebradas. 

## Resultados

### Temporada 1989
Se disputó el 25 de junio a las 20:15.
| Pos. | Club                | Trainera          | Tiempo   |
| ---- | ------------------- | ----------------- | -------- |
| 1    | Ciudad de Santander | Virgen del Mar    | 18:44.53 |
| 2    | Santoña             | Virgen del Puerto | 19:01.67 |
| 3    | Castro              | La Marinera       | 19:17.42 |
| 4    | Astillero           | San José VIII     | 19:46.19 |

| Color  | Resultado            |
| ------ | -------------------- |
| Oro    | Ganador              |
| Plata  | Segundo              |
| Bronce | Tercero              |
| Negro  | FR - Fuera de regata |

### Temporada 1990
Se disputó el 29 de agosto a las 20:00.
| Pos. | Club                | Trainera          | Tiempo   |
| ---- | ------------------- | ----------------- | -------- |
| 1    | Ciudad de Santander | Virgen del Mar    | 21:42.21 |
| 2    | Castro              | La Marinera       | 21:44.06 |
| 3    | Carasa              | La Saga           | 22:31.39 |
| 4    | Santoña             | Virgen del Puerto | FR       |

El tiempo de Santoña había sido de 22:01.94.

### Temporada 1993
Se disputó el 15 de agosto a las 17:00.
| Pos. | Club                | Trainera          | Tiempo   |
| ---- | ------------------- | ----------------- | -------- |
| 1    | Ciudad de Santander | Virgen del Mar    | 20:49.88 |
| 2    | Camargo             | Virgen del Carmen | 21:33.21 |
| 3    | Santoña             | Virgen del Puerto | 22:51.94 |
| 4    | Pedreña             | Sardinero         | 23:03.64 |

## Palmarés
| Victorias | Club                | Años             |
| --------- | ------------------- | ---------------- |
| 3         | Ciudad de Santander | 1989, 1990. 1993 |